# Anatol Șalaru
Anatol Șalaru, né le 7 février 1962 à Văratic (raion de Rîșcani) en Union soviétique (RSS moldave), est un homme politique moldave. Du 30 juillet 2015 au 27 décembre 2016, il est ministre de la Défense. Il est membre du Parti libéral.

## Biographie

### Vie privée
Il est marié et a deux enfants. Il parle le russe et l'anglais.

### Formation
De 1979 à 1985, il étudie à l'Université d’État de médecine et de pharmacie, à Chișinău, puis intègre, jusqu'en 1990 l'institut moldave de recherche scientifique en hygiène et épidémiologie.

### Carrière politique
Anatol Șalaru est élu député à plusieurs reprises : de 1990 à 1994, en 2009, puis de 2014 à 2015.
De 2009 à 2013, il est ministre des Transports et des Infrastructures routières dans les gouvernements Filat.

## Sources
- (ro) Ministère moldave de la Défense - Biographie d'Anatolie Șalaru ; consulté le 31 octobre 2016.